# فرانسيسكو مونتيلا
فرانسيسكو مونتيلا (بالإيطالية: Francesco Montella)‏ هو لاعب كرة قدم إيطالي في مركز الدفاع، ولد في 23 أبريل 1987 في نابولي في إيطاليا. لعب مع نادي روما ونادي كاتانزارو.